# Danh sách cầu thủ tham dự Giải bóng đá vô địch quốc gia 2021

## Becamex Bình Dương
Ghi chú: Quốc kỳ chỉ đội tuyển quốc gia được xác định rõ trong điều lệ tư cách FIFA. Các cầu thủ có thể giữ hơn một quốc tịch ngoài FIFA.
| Số | VT | Quốc gia | Cầu thủ                |
| -- | -- | -------- | ---------------------- |
| 1  | TM | Việt Nam | Nguyễn Sơn Hải         |
| 2  | HV | Việt Nam | Nguyễn Hùng Thiện Đức  |
| 3  | TV | Việt Nam | Nguyễn Thanh Thảo      |
| 5  | HV | Việt Nam | Nguyễn Văn Quý         |
| 6  | TV | Việt Nam | Nguyễn Trọng Huy       |
| 7  | TV | Việt Nam | Nguyễn Thanh Long      |
| 8  | HV | Việt Nam | Nguyễn Anh Tài         |
| 9  | TV | Việt Nam | Đoàn Tuấn Cảnh         |
| 10 | TV | Hoa Kỳ   | Mansaray Victor Nabay  |
| 12 | TV | Việt Nam | Trần Duy Khánh         |
| 13 | TM | Việt Nam | Nguyễn Huỳnh Văn Bin   |
| 14 | TV | Việt Nam | Trần Hoàng Vương       |
| 15 | HV | Việt Nam | Trương Dũ Đạt          |
| 16 | TĐ | Việt Nam | Nguyễn Trần Việt Cường |

| Số | VT | Quốc gia     | Cầu thủ                     |
| -- | -- | ------------ | --------------------------- |
| 17 | TV | Việt Nam     | Tống Anh Tỷ                 |
| 18 | TĐ | Việt Nam     | Hồ Sỹ Giáp                  |
| 19 | TĐ | Việt Nam     | Ngô Hồng Phước              |
| 20 | TĐ | Sénégal      | Pape Omar Faye (Đội trưởng) |
| 21 | HV | Việt Nam     | Đào Tấn Lộc                 |
| 22 | TĐ | Việt Nam     | Nguyễn Tiến Linh            |
| 23 | TĐ | Việt Nam     | Hà Trung Hậu                |
| 25 | TM | Việt Nam     | Trần Đức Cường              |
| 26 | TV | Việt Nam     | Võ Ngọc Tỉnh                |
| 27 | HV | Việt Nam     | Nguyễn Trung Tín            |
| 28 | TV | Việt Nam     | Tô Văn Vũ                   |
| 30 | TM | Việt Nam     | Lại Tuấn Vũ                 |
| 88 | HV | Burkina Faso | Rabo Ali                    |

## Hà Nội
Ghi chú: Quốc kỳ chỉ đội tuyển quốc gia được xác định rõ trong điều lệ tư cách FIFA. Các cầu thủ có thể giữ hơn một quốc tịch ngoài FIFA.
| Số | VT | Quốc gia | Cầu thủ                       |
| -- | -- | -------- | ----------------------------- |
| 1  | TM | Việt Nam | Bùi Tấn Trường                |
| 5  | HV | Việt Nam | Đoàn Văn Hậu                  |
| 6  | TV | Việt Nam | Đậu Văn Toàn                  |
| 8  | TV | Uganda   | Moses Oloya                   |
| 10 | TĐ | Việt Nam | Nguyễn Văn Quyết (Đội trưởng) |
| 11 | TV | Việt Nam | Phạm Thành Lương (Đội phó)    |
| 13 | HV | Việt Nam | Trần Văn Kiên                 |
| 14 | TV | Việt Nam | Lê Tấn Tài                    |
| 15 | TV | Việt Nam | Phạm Đức Huy                  |
| 16 | HV | Việt Nam | Nguyễn Thành Chung            |
| 17 | HV | Việt Nam | Đặng Văn Tới                  |
| 19 | TV | Việt Nam | Nguyễn Quang Hải              |
| 21 | HV | Việt Nam | Trần Đình Trọng               |
| 22 | HV | Việt Nam | Nguyễn Quốc Long              |
| 23 | TV | Việt Nam | Nguyễn Văn Minh               |

| Số | VT | Quốc gia | Cầu thủ                       |
| -- | -- | -------- | ----------------------------- |
| 28 | HV | Việt Nam | Đỗ Duy Mạnh                   |
| 29 | TĐ | Việt Nam | Ngân Văn Đại                  |
| 30 | TM | Việt Nam | Nguyễn Văn Công               |
| 33 | TM | Việt Nam | Phí Minh Long                 |
| 36 | TĐ | Việt Nam | Lê Xuân Tú                    |
| 37 | TĐ | Brasil   | Bruno Cunha Catanhede         |
| 45 | HV | Việt Nam | Lê Văn Xuân                   |
| 66 | HV | Việt Nam | Nguyễn Văn Dũng               |
| 68 | HV | Việt Nam | Bùi Hoàng Việt Anh            |
| 73 | TV | Việt Nam | Nguyễn Hồng Sơn               |
| 74 | TV | Việt Nam | Trương Văn Thái Quý           |
| 88 | TV | Việt Nam | Đỗ Hùng Dũng (Đội phó)        |
| 94 | TV | Brasil   | Geovane Magno Cadino Silveira |
| 98 | TV | Việt Nam | Hồ Minh Dĩ                    |

## Hải Phòng
Ghi chú: Quốc kỳ chỉ đội tuyển quốc gia được xác định rõ trong điều lệ tư cách FIFA. Các cầu thủ có thể giữ hơn một quốc tịch ngoài FIFA.
| Số | VT | Quốc gia | Cầu thủ              |
| -- | -- | -------- | -------------------- |
| 2  | TV | Việt Nam | Lê Trung Hiếu        |
| 3  | HV | Việt Nam | Phạm Mạnh Hùng       |
| 5  | HV | Việt Nam | Lê Tuấn Tú           |
| 6  | HV | Việt Nam | Nguyễn Hữu Phúc      |
| 8  | TĐ | Việt Nam | Đồng Văn Trung       |
| 9  | TĐ | Jamaica  | Andre Diego Fagan    |
| 10 | TĐ | Brasil   | Diego Oliveira Silva |
| 11 | TĐ | Jamaica  | Jermie Dwayne Lynch  |
| 12 | HV | Việt Nam | Nguyễn Văn Quang     |
| 14 | HV | Việt Nam | Adriano Schmidt      |
| 15 | TĐ | Việt Nam | Nguyễn Hữu Khôi      |
| 17 | TĐ | Việt Nam | Đặng Quang Huy       |
| 18 | HV | Việt Nam | Lê Quốc Hường        |
| 20 | TV | Việt Nam | Lê Mạnh Dũng         |

| Số | VT | Quốc gia | Cầu thủ           |
| -- | -- | -------- | ----------------- |
| 21 | TV | Việt Nam | Martin Lo         |
| 22 | TV | Việt Nam | Nguyễn Phú Nguyên |
| 23 | HV | Việt Nam | Nguyễn Bá Đức     |
| 25 | TM | Việt Nam | Phan Đình Vũ Hải  |
| 26 | TM | Việt Nam | Phạm Văn Luân     |
| 28 | HV | Việt Nam | Phạm Hoài Dương   |
| 30 | TM | Việt Nam | Nguyễn Văn Toản   |
| 37 | TV | Việt Nam | Nguyễn Hùng Anh   |
| 38 | TV | Việt Nam | Nguyễn Trọng Hiếu |
| 45 | TV | Việt Nam | Nguyễn Thành Đồng |
| 79 | TV | Việt Nam | Lâm Quí           |
| 98 | HV | Việt Nam | Nguyễn Văn Hạnh   |
| 99 | TV | Việt Nam | Lê Thế Cường      |

## Hoàng Anh Gia Lai
Ghi chú: Quốc kỳ chỉ đội tuyển quốc gia được xác định rõ trong điều lệ tư cách FIFA. Các cầu thủ có thể giữ hơn một quốc tịch ngoài FIFA.
| Số | VT | Quốc gia | Cầu thủ               |
| -- | -- | -------- | --------------------- |
| 1  | TM | Việt Nam | Trần Bửu Ngọc         |
| 3  | HV | Hàn Quốc | Kim Dongsu            |
| 4  | HV | Serbia   | Damir Memović         |
| 5  | HV | Việt Nam | Trần Hữu Đông Triều   |
| 6  | TV | Việt Nam | Lương Xuân Trường     |
| 7  | HV | Việt Nam | Nguyễn Phong Hồng Duy |
| 8  | TV | Việt Nam | Trần Minh Vương       |
| 9  | TĐ | Việt Nam | Nguyễn Văn Toàn       |
| 10 | TĐ | Việt Nam | Nguyễn Công Phượng    |
| 11 | TV | Việt Nam | Nguyễn Tuấn Anh       |
| 12 | HV | Việt Nam | Tiêu Ê Xal            |
| 15 | HV | Việt Nam | Nguyễn Hữu Tuấn       |
| 17 | HV | Việt Nam | Vũ Văn Thanh          |

| Số | VT | Quốc gia | Cầu thủ                |
| -- | -- | -------- | ---------------------- |
| 20 | TV | Việt Nam | Trần Bảo Toàn          |
| 21 | HV | Việt Nam | Nguyễn Kiên Quyết      |
| 24 | TV | Việt Nam | Châu Ngọc Quang        |
| 26 | TM | Việt Nam | Huỳnh Tuấn Linh        |
| 27 | HV | Việt Nam | Đặng Thanh Phong       |
| 28 | HV | Việt Nam | Nguyễn Văn Việt        |
| 30 | TĐ | Brasil   | Washington Brandão     |
| 39 | HV | Việt Nam | Phan Đức Lễ            |
| 66 | HV | Việt Nam | Lê Đức Lương           |
| 86 | HV | Việt Nam | Dụng Quang Nho         |
| 95 | TM | Việt Nam | Lê Văn Trường          |
| 97 | TĐ | Việt Nam | Triệu Việt Hưng        |
| 99 | TĐ | Việt Nam | Nguyễn Trung Đại Dương |

## Thành phố Hồ Chí Minh
Ghi chú: Quốc kỳ chỉ đội tuyển quốc gia được xác định rõ trong điều lệ tư cách FIFA. Các cầu thủ có thể giữ hơn một quốc tịch ngoài FIFA.
| Số | VT | Quốc gia | Cầu thủ                                        |
| -- | -- | -------- | ---------------------------------------------- |
| 1  | TM | Việt Nam | Nguyễn Thanh Thắng                             |
| 2  | HV | Việt Nam | Ngô Tùng Quốc                                  |
| 4  | HV | Việt Nam | Nguyễn Tăng Tiến                               |
| 6  | TV | Việt Nam | Phan Thanh Hậu (cho mượn từ Hoàng Anh Gia Lai) |
| 7  | HV | Việt Nam | Sầm Ngọc Đức (đội trưởng)                      |
| 8  | TV | Việt Nam | Trần Thanh Bình                                |
| 9  | TV | Việt Nam | Ngô Hoàng Thịnh (đội phó)                      |
| 10 | TĐ | Việt Nam | Hồ Tuấn Tài                                    |
| 11 | TĐ | Brasil   | João Paulo                                     |
| 14 | TV | Việt Nam | Đỗ Văn Thuận                                   |
| 15 | HV | Việt Nam | Bùi Văn Đức                                    |
| 16 | TV | Việt Nam | Võ Huy Toàn                                    |
| 17 | TV | Việt Nam | Phạm Trung Thành                               |
| 18 | TĐ | Việt Nam | Vũ Quang Nam                                   |
| 19 | TV | Việt Nam | Lê Sỹ Minh                                     |

| Số | VT | Quốc gia | Cầu thủ                  |
| -- | -- | -------- | ------------------------ |
| 20 | HV | Việt Nam | Phạm Hoàng Lâm (đội phó) |
| 23 | HV | Việt Nam | Trần Đình Khương         |
| 24 | TV | Hoa Kỳ   | Lee Nguyễn               |
| 25 | TM | Việt Nam | Phạm Văn Cường           |
| 26 | HV | Việt Nam | Thân Thành Tín           |
| 28 | TV | Việt Nam | Phạm Công Hiển           |
| 29 | TV | Việt Nam | Nguyễn Trọng Long        |
| 35 | TM | Việt Nam | Bùi Tiến Dũng            |
| 38 | TĐ | Việt Nam | Nguyễn Xuân Nam          |
| 39 | TĐ | Việt Nam | Nguyễn Công Tành         |
| 45 | TM | Việt Nam | Nguyễn Anh Tuấn          |
| 93 | TĐ | Brasil   | Junior Barros            |
| 96 | TV | Việt Nam | Lâm Ti Phông             |
| 98 | TV | Việt Nam | Trương Ngọc Mười         |
| 99 | TĐ | Brasil   | Dário Frederico da Silva |

## Nam Định
Ghi chú: Quốc kỳ chỉ đội tuyển quốc gia được xác định rõ trong điều lệ tư cách FIFA. Các cầu thủ có thể giữ hơn một quốc tịch ngoài FIFA.
| Số | VT | Quốc gia | Cầu thủ                |
| -- | -- | -------- | ---------------------- |
| 3  | HV | Việt Nam | Vũ Hoàng Trà           |
| 4  | HV | Việt Nam | Trần Đăng Đức Anh      |
| 5  | HV | Việt Nam | Lâm Anh Quang          |
| 6  | HV | Việt Nam | Phương Hoài Trung Hiến |
| 7  | TĐ | Việt Nam | Võ Lý                  |
| 8  | TV | Việt Nam | Nguyễn Đình Sơn        |
| 9  | TV | Việt Nam | Hoàng Xuân Tân         |
| 10 | TV | Việt Nam | Trần Mạnh Hùng         |
| 11 | TĐ | Brasil   | Rodrigo Dias           |
| 12 | HV | Việt Nam | Đinh Văn Trường        |
| 14 | TĐ | Việt Nam | Vũ Hoàng Đắc           |
| 15 | HV | Việt Nam | Phùng Văn Nhiên        |
| 16 | HV | Việt Nam | Nguyễn Hạ Long         |
| 17 | HV | Việt Nam | Phan Thế Hưng          |
| 18 | TV | Việt Nam | Đoàn Thanh Trường      |

| Số | VT | Quốc gia    | Cầu thủ             |
| -- | -- | ----------- | ------------------- |
| 22 | TM | Việt Nam    | Hồ Văn Tú           |
| 23 | TV | Việt Nam    | Phan Văn Hiếu       |
| 25 | TM | Việt Nam    | Trần Liêm Điều      |
| 28 | TĐ | Việt Nam    | Hoàng Minh Tuấn     |
| 29 | TV | Việt Nam    | Nguyễn Đình Mạnh    |
| 30 | TV | Việt Nam    | Vũ Thế Vương        |
| 31 | HV | Việt Nam    | Nguyễn Ngọc Thắng   |
| 44 | HV | Brasil      | Wesley Rodrigues    |
| 56 | TM | Việt Nam    | Đinh Xuân Việt      |
| 64 | HV | Việt Nam    | Ngô Đức Huy         |
| 73 | TĐ | Bờ Biển Ngà | Oussou Konan Anicet |
| 75 | HV | Việt Nam    | Trần Như Tân        |
| 77 | TĐ | Việt Nam    | Mai Xuân Quyết      |
| 98 | HV | Việt Nam    | Phạm Minh Nghĩa     |

## Topenland Bình Định
Ghi chú: Quốc kỳ chỉ đội tuyển quốc gia được xác định rõ trong điều lệ tư cách FIFA. Các cầu thủ có thể giữ hơn một quốc tịch ngoài FIFA.
| Số | VT | Quốc gia     | Cầu thủ                                         |
| -- | -- | ------------ | ----------------------------------------------- |
| 1  | TM | Việt Nam     | Võ Doãn Thục Kha                                |
| 2  | HV | Việt Nam     | Đàm Tiến Dũng (cho mượn từ Viettel)             |
| 3  | HV | Việt Nam     | Dương Thanh Hào                                 |
| 4  | HV | Việt Nam     | Hồ Tấn Tài                                      |
| 5  | HV | Việt Nam     | Vũ Hữu Quý                                      |
| 6  | TV | Việt Nam     | Bùi Văn Hiếu                                    |
| 7  | HV | Việt Nam     | Đinh Tiến Thành                                 |
| 8  | TĐ | Việt Nam     | Trần Đình Kha                                   |
| 9  | TĐ | Jamaica      | Rimario Allando Gordon                          |
| 10 | TĐ | Brasil       | Hendrio Araujo Dasilva                          |
| 11 | TV | Việt Nam     | Lê Tiến Anh                                     |
| 12 | TĐ | Việt Nam     | Trần Văn Trung (cho mượn từ Viettel)            |
| 14 | TV | Cộng hòa Séc | Tony Lê Tuấn Anh (cho mượn từ Bohemians 1905 B) |
| 15 | HV | Việt Nam     | Nguyễn Xuân Kiên (cho mượn từ Viettel)          |

| Số | VT | Quốc gia | Cầu thủ                              |
| -- | -- | -------- | ------------------------------------ |
| 17 | TV | Việt Nam | Nguyễn Tấn Tài                       |
| 19 | TV | Việt Nam | Nguyễn Hữu Định                      |
| 20 | HV | Việt Nam | Nguyễn Huỳnh Hữu An                  |
| 21 | TĐ | Việt Nam | Trần Hoàng Sơn (cho mượn từ Viettel) |
| 23 | TM | Việt Nam | Vũ Tuyên Quang                       |
| 26 | TM | Việt Nam | Trần Đình Minh Hoàng                 |
| 29 | HV | Việt Nam | Phạm Văn Nam                         |
| 30 | HV | Việt Nam | Vũ Viết Triều                        |
| 31 | TV | Việt Nam | Nguyễn Văn Danh                      |
| 37 | HV | Việt Nam | Nguyễn Văn Thắng                     |
| 40 | HV | Hàn Quốc | Ahn Byung-keon                       |
| 79 | TĐ | Việt Nam | Lê Thanh Phong                       |
| 91 | TĐ | Việt Nam | Lê Thanh Bình                        |
| 93 | TĐ | Việt Nam | Phạm Văn Thành                       |

## Sài Gòn
Ghi chú: Quốc kỳ chỉ đội tuyển quốc gia được xác định rõ trong điều lệ tư cách FIFA. Các cầu thủ có thể giữ hơn một quốc tịch ngoài FIFA.
| Số | VT | Quốc gia | Cầu thủ                     |
| -- | -- | -------- | --------------------------- |
| 1  | TM | Việt Nam | Trần Minh Toàn              |
| 2  | HV | Việt Nam | Lê Vương Minh Nhất          |
| 3  | HV | Việt Nam | Nguyễn Nam Anh              |
| 4  | HV | Việt Nam | Lê Cao Hoài An              |
| 5  | HV | Brasil   | Thiago Santos de Melo       |
| 6  | TV | Hàn Quốc | Woo Sang-ho                 |
| 8  | TV | Việt Nam | Nguyễn Minh Trung           |
| 9  | TĐ | Nhật Bản | Hiroyuki Takasaki           |
| 10 | TV | Nhật Bản | Daisuke Matsui (Đội Trưởng) |
| 11 | TĐ | Việt Nam | Võ Nguyên Hoàng             |
| 12 | HV | Việt Nam | Trần Anh Thị                |
| 13 | TV | Việt Nam | Nguyễn Hoàng Quốc Chí       |
| 14 | TV | Việt Nam | Tẩy Văn Toàn                |
| 15 | HV | Việt Nam | Dương Văn Trung             |

| Số | VT | Quốc gia | Cầu thủ               |
| -- | -- | -------- | --------------------- |
| 16 | HV | Việt Nam | Nguyễn Đình Nhơn      |
| 17 | HV | Việt Nam | Nguyễn Công Thành     |
| 18 | HV | Việt Nam | Trần Mạnh Cường       |
| 19 | TĐ | Việt Nam | Đỗ Merlo              |
| 20 | HV | Việt Nam | Nguyễn Thanh Thụ      |
| 21 | TV | Việt Nam | Phạm Văn Luân         |
| 23 | TV | Việt Nam | Cao Văn Triền         |
| 25 | TV | Việt Nam | Lý Trung Hiếu         |
| 26 | HV | Việt Nam | Nguyễn Duy Triết      |
| 27 | TV | Việt Nam | Bùi Xuân Quý          |
| 35 | TM | Việt Nam | Nguyễn Hoàng Minh Duy |
| 36 | TM | Việt Nam | Phạm Văn Phong        |
| 37 | HV | Việt Nam | Nguyễn Văn Ngọ        |
| 39 | TV | Việt Nam | Huỳnh Tấn Tài         |

## Hồng Lĩnh Hà Tĩnh
Ghi chú: Quốc kỳ chỉ đội tuyển quốc gia được xác định rõ trong điều lệ tư cách FIFA. Các cầu thủ có thể giữ hơn một quốc tịch ngoài FIFA.
| Số | VT | Quốc gia | Cầu thủ                     |
| -- | -- | -------- | --------------------------- |
| 2  | HV | Việt Nam | Hoàng Ngọc Hào (đội trưởng) |
| 5  | TĐ | Việt Nam | Trần Đức Nam                |
| 6  | TV | Việt Nam | Lý Công Hoàng Anh           |
| 7  | TV | Việt Nam | Trần Phi Sơn                |
| 8  | TV | Việt Nam | Nguyễn Trung Học            |
| 10 | TĐ | Việt Nam | Phạm Tuấn Hải               |
| 11 | TV | Việt Nam | Nguyễn Văn Hiệp             |
| 12 | HV | Nigeria  | Kelly Kester                |
| 14 | HV | Việt Nam | Đào Nhật Minh               |
| 15 | HV | Việt Nam | Trương Trọng Sáng           |
| 16 | TV | Việt Nam | Phạm Văn Long               |
| 17 | HV | Việt Nam | Đào Văn Nam                 |
| 18 | HV | Việt Nam | Nguyễn Văn Đạt              |
| 19 | TV | Việt Nam | Nguyễn Văn Đức              |

| Số | VT | Quốc gia | Cầu thủ              |
| -- | -- | -------- | -------------------- |
| 20 | HV | Việt Nam | Nguyễn Xuân Hùng     |
| 21 | TV | Việt Nam | Nguyễn Văn Huy       |
| 22 | TĐ | Việt Nam | Nguyễn Văn Tám       |
| 24 | TĐ | Nigeria  | Ismaheel Akinade     |
| 25 | TM | Việt Nam | Dương Quang Tuấn     |
| 26 | TM | Việt Nam | Nguyễn Văn Mạnh      |
| 27 | TV | Việt Nam | Giang Trần Quách Tân |
| 28 | HV | Việt Nam | Nguyễn Văn Vĩ        |
| 36 | TĐ | Việt Nam | Lê Văn Nam           |
| 37 | TV | Việt Nam | Trần Văn Công        |
| 38 | TV | Việt Nam | Nguyễn Ngọc Thắng    |
| 68 | TM | Việt Nam | Châu Hoài Thanh      |
| 76 | TM | Việt Nam | Dương Tùng Lâm       |
| 99 | TĐ | Jamaica  | Chevaugh Walsh       |

## SHB Đà Nẵng
Ghi chú: Quốc kỳ chỉ đội tuyển quốc gia được xác định rõ trong điều lệ tư cách FIFA. Các cầu thủ có thể giữ hơn một quốc tịch ngoài FIFA.
| Số | VT | Quốc gia  | Cầu thủ                     |
| -- | -- | --------- | --------------------------- |
| 1  | TM | Việt Nam  | Phan Văn Biểu               |
| 2  | HV | Việt Nam  | Âu Văn Hoàn                 |
| 4  | TV | Việt Nam  | Nguyễn Phi Hoàng            |
| 5  | HV | Việt Nam  | Mạc Đức Việt Anh            |
| 6  | TV | Việt Nam  | Đặng Anh Tuấn               |
| 7  | TV | Việt Nam  | Nguyễn Thanh Hải            |
| 8  | TV | Việt Nam  | A Mít                       |
| 9  | TĐ | Việt Nam  | Hà Đức Chinh                |
| 10 | TĐ | Việt Nam  | Phạm Trọng Hóa              |
| 11 | TV | Việt Nam  | Phan Văn Long               |
| 12 | TV | Việt Nam  | Hoàng Minh Tâm (đội trưởng) |
| 13 | TM | Việt Nam  | Nguyễn Thanh Bình           |
| 14 | TĐ | Việt Nam  | Võ Lý                       |
| 16 | TV | Việt Nam  | Bùi Tiến Dụng               |
| 17 | TĐ | Thụy Điển | Grace Tanda                 |

| Số | VT | Quốc gia | Cầu thủ           |
| -- | -- | -------- | ----------------- |
| 18 | TV | Việt Nam | Đỗ Thanh Thịnh    |
| 19 | TV | Việt Nam | Võ Ngọc Toàn      |
| 20 | HV | Việt Nam | Võ Nhật Tân       |
| 21 | HV | Việt Nam | Nguyễn Thiện Chí  |
| 22 | HV | Việt Nam | Nguyễn Công Nhật  |
| 23 | HV | Việt Nam | Nguyễn Viết Thắng |
| 24 | TĐ | Việt Nam | Akinane Ismaheel  |
| 26 | TM | Việt Nam | Nguyễn Tuấn Mạnh  |
| 27 | HV | Việt Nam | Lê Văn Sáu        |
| 29 | TV | Việt Nam | Lục Xuân Hưng     |
| 43 | TV | Việt Nam | Hồ Ngọc Thắng     |
| 54 | TV | Việt Nam | Nguyễn Tài Lộc    |
| 66 | HV | Việt Nam | Trần Đình Hoàng   |
| 88 | HV | Serbia   | Jelic Igor        |
| 99 | TV | Đức      | Fabian Vy Ngọc    |

## Sông Lam Nghệ An
Ghi chú: Quốc kỳ chỉ đội tuyển quốc gia được xác định rõ trong điều lệ tư cách FIFA. Các cầu thủ có thể giữ hơn một quốc tịch ngoài FIFA.
| Số | VT | Quốc gia | Cầu thủ                |
| -- | -- | -------- | ---------------------- |
| 2  | HV | Việt Nam | Võ Ngọc Đức            |
| 3  | TV | Việt Nam | Phạm Thế Nhật          |
| 4  | TV | Việt Nam | Bùi Đình Châu          |
| 5  | HV | Việt Nam | Hoàng Văn Khánh        |
| 6  | TV | Việt Nam | Hồ Sỹ Sâm              |
| 7  | TV | Việt Nam | Phạm Xuân Mạnh         |
| 8  | TĐ | Việt Nam | Hồ Phúc Tịnh           |
| 9  | TĐ | Brasil   | Bruno Henrique         |
| 10 | TĐ | Nigeria  | Peter Onyekachi Samuel |
| 11 | TV | Việt Nam | Nguyễn Văn Đức         |
| 12 | HV | Serbia   | Igor Jelić             |
| 13 | TM | Việt Nam | Lê Văn Hùng            |
| 14 | TĐ | Việt Nam | Nguyễn Văn Việt        |

| Số | VT | Quốc gia | Cầu thủ          |
| -- | -- | -------- | ---------------- |
| 15 | TV | Việt Nam | Trần Đình Tiến   |
| 16 | HV | Việt Nam | Trần Đình Đồng   |
| 17 | HV | Việt Nam | Cao Xuân Thắng   |
| 18 | TM | Việt Nam | Nguyễn Văn Hoàng |
| 20 | TV | Việt Nam | Phan Văn Đức     |
| 21 | HV | Việt Nam | Nguyễn Sỹ Nam    |
| 22 | TV | Việt Nam | Phan Đình Thắng  |
| 25 | TM | Việt Nam | Trần Văn Tiến    |
| 26 | TV | Việt Nam | Trần Mạnh Quỳnh  |
| 27 | TV | Việt Nam | Nguyễn Xuân Bình |
| 37 | TV | Việt Nam | Đặng Văn Lắm     |
| 79 | HV | Việt Nam | Mai Sỹ Hoàng     |
| 86 | TV | Việt Nam | Thái Bá Sang     |

## Than Quảng Ninh
Ghi chú: Quốc kỳ chỉ đội tuyển quốc gia được xác định rõ trong điều lệ tư cách FIFA. Các cầu thủ có thể giữ hơn một quốc tịch ngoài FIFA.
| Số | VT | Quốc gia | Cầu thủ           |
| -- | -- | -------- | ----------------- |
| 1  | TM | Việt Nam | Trương Văn Huy    |
| 2  | HV | Việt Nam | Dương Văn Khoa    |
| 3  | HV | Việt Nam | Đào Duy Khánh     |
| 8  | TV | Việt Nam | Mạc Hồng Quân     |
| 9  | TĐ | Brasil   | Patrick Leonardo  |
| 11 | TV | Việt Nam | Hồ Hùng Cường     |
| 12 | TV | Việt Nam | Trịnh Hoa Hùng    |
| 13 | TM | Việt Nam | Nguyễn Hoài Anh   |
| 14 | TV | Việt Nam | Nguyễn Hải Huy    |
| 15 | HV | Việt Nam | Nguyễn Thanh Hiền |
| 16 | TV | Việt Nam | Nguyễn Văn Điều   |
| 17 | TV | Việt Nam | Phạm Trung Hiếu   |
| 18 | TV | Việt Nam | Phùng Kim Trường  |
| 19 | TĐ | Việt Nam | Bùi Ngọc Long     |
| 20 | TV | Việt Nam | Vũ Hồng Quân      |

| Số | VT | Quốc gia | Cầu thủ         |
| -- | -- | -------- | --------------- |
| 21 | HV | Việt Nam | Đoàn Văn Quý    |
| 22 | HV | Việt Nam | Đoàn Anh Việt   |
| 23 | HV | Việt Nam | Nguyễn Tiến Duy |
| 25 | TĐ | Việt Nam | Nguyễn Văn Sơn  |
| 26 | TV | Việt Nam | Nguyễn Anh Tuấn |
| 28 | HV | Việt Nam | Nguyễn Văn Hậu  |
| 37 | HV | Việt Nam | Lê Thế Mạnh     |
| 38 | HV | Việt Nam | Bạch Đăng Khoa  |
| 39 | TV | Việt Nam | Trần Trung Hiếu |
| 43 | TV | Việt Nam | Phạm Nguyên Sa  |
| 77 | TĐ | Việt Nam | Nghiêm Xuân Tú  |
| 88 | TV | Việt Nam | Nguyễn Hai Long |
| 95 | HV | Brasil   | Gustavo         |
| 98 | TM | Việt Nam | Phan Minh Thành |
| 99 | TĐ | Brasil   | Eydison         |

## Đông Á Thanh Hóa
Ghi chú: Quốc kỳ chỉ đội tuyển quốc gia được xác định rõ trong điều lệ tư cách FIFA. Các cầu thủ có thể giữ hơn một quốc tịch ngoài FIFA.
| Số | VT | Quốc gia | Cầu thủ                   |
| -- | -- | -------- | ------------------------- |
| 1  | TM | Việt Nam | Lương Bá Sơn              |
| 2  | TĐ | Việt Nam | Hoàng Đình Tùng (đội phó) |
| 3  | HV | Việt Nam | Vũ Xuân Cường             |
| 4  | HV | Việt Nam | Trịnh Đình Hùng           |
| 5  | HV | Việt Nam | Nguyễn Minh Tùng          |
| 7  | TV | Việt Nam | Nguyễn Hữu Dũng           |
| 8  | TV | Brasil   | Jose Pinto                |
| 9  | TV | Việt Nam | Lê Xuân Hùng              |
| 10 | TV | Việt Nam | Lê Văn Thắng (đội phó)    |
| 11 | TV | Việt Nam | Lê Phạm Thành Long        |
| 15 | HV | Việt Nam | Trịnh Văn Lợi             |
| 16 | HV | Việt Nam | Hoàng Anh Tuấn            |
| 17 | HV | Việt Nam | Hoàng Thái Bình           |
| 18 | TĐ | Việt Nam | Lê Thanh Bình             |

| Số | VT | Quốc gia | Cầu thủ                      |
| -- | -- | -------- | ---------------------------- |
| 19 | TV | Việt Nam | Nguyễn Vũ Hoàng Dương        |
| 20 | TĐ | Việt Nam | Nguyễn Trọng Hùng            |
| 21 | HV | Cameroon | Louis Epassi Ewonde          |
| 22 | TĐ | Việt Nam | Nguyễn Văn Vinh              |
| 23 | TM | Việt Nam | Trịnh Xuân Hoàng             |
| 25 | TM | Việt Nam | Nguyễn Thanh Diệp            |
| 26 | HV | Việt Nam | Lê Văn Đại                   |
| 28 | TV | Việt Nam | Nguyễn Trọng Phú             |
| 32 | TV | Việt Nam | Lê Ngọc Nam                  |
| 34 | TV | Việt Nam | Doãn Ngọc Tân                |
| 39 | TĐ | Việt Nam | Hoàng Vũ Samson (đội trưởng) |
| 90 | TV | Việt Nam | Phạm Văn Hội                 |
| 98 | HV | Việt Nam | Nguyễn Hữu Lâm               |
| 99 | TĐ | Jamaica  | Chevaughn Walsh              |

## Viettel
Ghi chú: Quốc kỳ chỉ đội tuyển quốc gia được xác định rõ trong điều lệ tư cách FIFA. Các cầu thủ có thể giữ hơn một quốc tịch ngoài FIFA.
| Số | VT | Quốc gia   | Cầu thủ                           |
| -- | -- | ---------- | --------------------------------- |
| 1  | TM | Việt Nam   | Ngô Xuân Sơn                      |
| 3  | HV | Việt Nam   | Quế Ngọc Hải (Đội phó)            |
| 4  | HV | Việt Nam   | Bùi Tiến Dũng (Đội trưởng)        |
| 5  | HV | Việt Nam   | Trương Văn Thiết                  |
| 6  | TV | Việt Nam   | Vũ Minh Tuấn                      |
| 7  | TĐ | Brasil     | Venancio Caique                   |
| 8  | TV | Việt Nam   | Nguyễn Trọng Hoàng                |
| 9  | TV | Việt Nam   | Trần Ngọc Sơn                     |
| 10 | TĐ | Brasil     | Pedro Paulo Alves Vieira Dos Reis |
| 11 | TV | Uzbekistan | Abdumuminov Jakhongir             |
| 12 | TV | Việt Nam   | Hồ Khắc Ngọc                      |
| 14 | TV | Việt Nam   | Bùi Quang Khải                    |
| 18 | TĐ | Brasil     | Bruno Oliveira De Matos           |
| 19 | TĐ | Việt Nam   | Trần Danh Trung                   |
| 20 | TĐ | Việt Nam   | Nhâm Mạnh Dũng                    |

| Số | VT | Quốc gia | Cầu thủ               |
| -- | -- | -------- | --------------------- |
| 21 | TĐ | Việt Nam | Nguyễn Đức Chiến      |
| 22 | TV | Việt Nam | Nguyễn Hữu Thắng      |
| 23 | HV | Việt Nam | Cao Trần Hoàng Hùng   |
| 25 | TM | Việt Nam | Quàng Thế Tài         |
| 26 | TM | Việt Nam | Trần Nguyên Mạnh      |
| 28 | TV | Việt Nam | Nguyễn Hoàng Đức      |
| 29 | HV | Việt Nam | Trương Tiến Anh       |
| 33 | TĐ | Việt Nam | Dương Văn Hào         |
| 68 | TĐ | Việt Nam | Nguyễn Việt Phong     |
| 77 | TV | Việt Nam | Nguyễn Trọng Đại      |
| 88 | TV | Việt Nam | Bùi Duy Thường        |
| 92 | TV | Việt Nam | Nguyễn Đức Hoàng Minh |
| 93 | HV | Việt Nam | Nguyễn Thanh Bình     |
| 99 | TV | Việt Nam | Đặng Văn Trâm         |